# پرشین تون
پرشین تون (انگلیسی: Persian Toon) نخستین شبکهٔ تلویزیونی کودک و نوجوان به زبان فارسی بود که فعالیت خود را در نوروز سال ۱۳۹۰ در ماهوارهٔ هات‌برد آغاز کرد. این شبکه با پخش کردن پویانمایی‌های موزیکال به زبان فارسی طرفداران زیادی در ایران پیدا کرده بود.
در سال ۱۳۹۳، کیان نبوی بنیانگذار شبکه پرشین تون با مشکلات مالی مواجه شد و نتوانست بودجهٔ ماهواره‌ای را بپردازد و در اواخر همان سال به دلایل نامعلوم شبکه تعطیل شد و به دلیل فوت کیان نبوی راه‌اندازی شبکه پرشین تون به کلی ناممکن شد.
این شبکه در لندن توسط کیان نبوی بنیانگذاری شد. از گروه‌های دوبلاژ همکار با پرشین تون می‌توان به فزار مهر، گلوری انترتینمنت، کوالیما و یک گروه ناشناس دیگر در خارج از کشور اشاره کرد.
پرشین تون مجموعه پویانمایی‌هایی نظیر پاندای کونگ‌فوکار، جنگ ستارگان: جنگ‌های کلون، اسکوبی دو، کجایی!، لونی تونز، لاک‌پشت‌های نینجا، بن ۱۰، آواتار، باب‌اسفنجی شلوارمکعبی، آبشار جاذبه، فینیس و فرب، پونی کوچولوی من، دوستان فرشته، تام و جری، سونیک ایکس و همچنین بسیاری از فیلم پویانمایی‌های محبوب را با دوبله فارسی اختصاصی پخش می‌کرد.

## نشان‌واره‌ها

دومین لوگو